# US Open 2008 (Badminton)
Die US Open 2008 im Badminton fanden vom 8. bis 13. Juli 2008 in Orange statt.

## Austragungsort
- Orange County Badminton Club, Orange, Kalifornien

## Sieger und Platzierte
| Disziplin    | Gold                            | Silber                       | Bronze                        |
| ------------ | ------------------------------- | ---------------------------- | ----------------------------- |
| Herreneinzel | Andrew Dabeka                   | Martin Bille Larsen          | David Snider                  |
| Herreneinzel | Andrew Dabeka                   | Martin Bille Larsen          | Kevin Cordón                  |
| Dameneinzel  | Lili Zhou                       | Chloe Magee                  | Hung Shih-chieh               |
| Dameneinzel  | Lili Zhou                       | Chloe Magee                  | Eva Lee                       |
| Herrendoppel | Howard Bach Khankham Malaythong | Halim Haryanto Raju Rai      | William Milroy Toby Ng        |
| Herrendoppel | Howard Bach Khankham Malaythong | Halim Haryanto Raju Rai      | Mike Beres Joseph Rogers      |
| Damendoppel  | Chang Li-yng Hung Shih-chieh    | Tsai Pei-ling Yang Chia-chen | Nicole Grether Charmaine Reid |
| Damendoppel  | Chang Li-yng Hung Shih-chieh    | Tsai Pei-ling Yang Chia-chen | Eva Lee Mesinee Mangkalakiri  |
| Mixed        | Halim Haryanto Grace Peng Yun   | Mike Beres Valérie Loker     | Howard Bach Eva Lee           |
| Mixed        | Halim Haryanto Grace Peng Yun   | Mike Beres Valérie Loker     | Jack Dinh Iris Wang           |

## Finalergebnisse
| Disziplin    | Sieger                          | Finalist                     | Ergebnis     |
| ------------ | ------------------------------- | ---------------------------- | ------------ |
| Herreneinzel | Andrew Dabeka                   | Martin Bille Larsen          | 21–14, 21–9  |
| Dameneinzel  | Lili Zhou                       | Chloe Magee                  | 23–21, 21–16 |
| Herrendoppel | Howard Bach Khankham Malaythong | Halim Haryanto Raju Rai      | 21–14, 21–19 |
| Damendoppel  | Chang Li-yng Hung Shih-chieh    | Tsai Pei-ling Yang Chia-chen | 21–19, 21–14 |
| Mixed        | Halim Haryanto Grace Peng Yun   | Mike Beres Valérie Loker     | 21–13, 21–16 |